# Betty McCollum

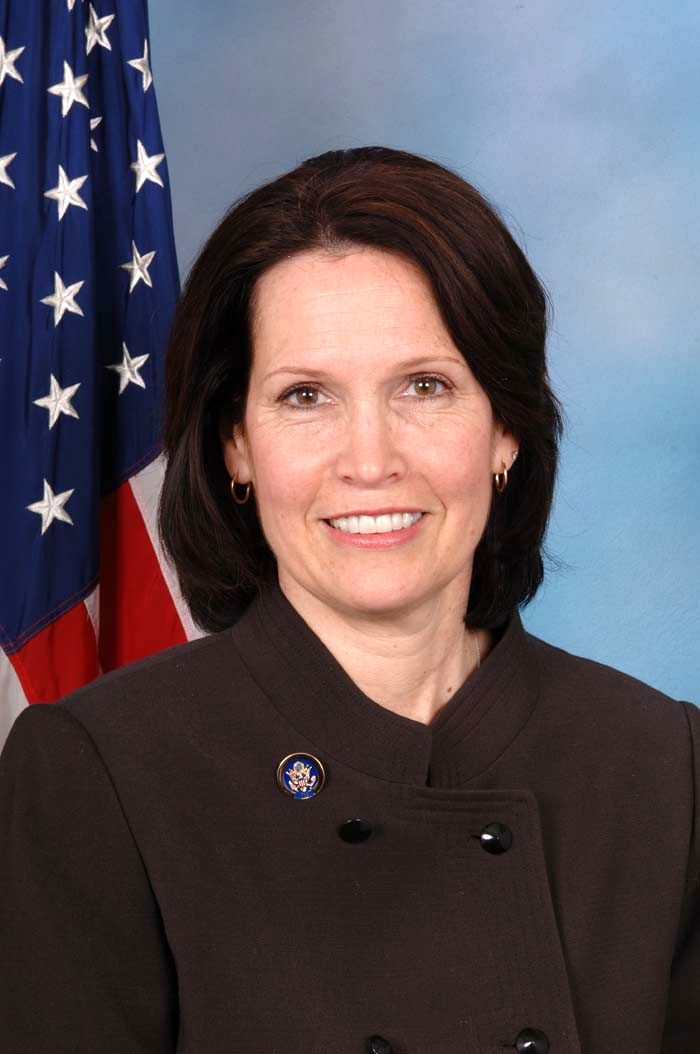
Betty McCollum

Betty Louise McCollum,  född 12 juli 1954 i Minneapolis, Minnesota, är en amerikansk demokratisk politiker. Hon representerar delstaten Minnesotas fjärde distrikt i USA:s representanthus sedan 2001.
McCollum växte upp i South Saint Paul, bodde sedan i North Saint Paul och är numera bosatt i Saint Paul. Hon studerade vid College of St. Catherine (numera St. Catherine University).
Kongressledamoten Bruce Vento meddelade att han inte ställer upp till omval i kongressvalet 2000 på grund av sjukdom. McCollum nominerades i valet och Vento avled sedan i oktober 2000 i ämbetet. McCollum vann kongressvalet och efterträdde Vento i representanthuset.
McCollum är katolik. Hon är frånskild och har två barn.